# Метод Марцелли
Метод Марцелли применяется для окраски эндоспор бактерий.

## Техника окраски
Фиксированный над пламенем препарат окрашивают синькой Мансона (содержит буру в качестве протравы) при подогревании в течение 2-3 мин. Обесцвечивают 3% раствором уксусной кислоты в течение 5 секунд и быстро промывают водой. Докрашивают 1% водным раствором эозина 3-5 мин, промывают водой и высушивают.

## Результат окраски
Эндоспоры окрашиваются в синий цвет, цитоплазма - в розовый